# Elena Bresciani
Elena Bresciani (11 agosto 1976) è un'ex sciatrice alpina italiana.

## Biografia
Specialista delle prove veloci originaria di Brescia, la Bresciani esordì in Coppa del Mondo il 19 gennaio 1996 a Cortina d'Ampezzo in discesa libera (36ª) e il 1º febbraio seguente conquistò l'ultimo podio in Coppa Europa, a Innerkrems nella medesima specialità (3ª); in Coppa del Mondo ottenne il miglior piazzamento il 5 dicembre 1997 a Lake Louise in discesa libera (27ª) e prese per l'ultima volta il via il 24 gennaio 1998 a Cortina d'Ampezzo in supergigante (38ª). Si ritirò al termine di quella stessa stagione 1997-1998 e la sua ultima gara fu uno slalom speciale juniores disputato il 16 aprile a Sestriere; non prese parte a rassegne olimpiche o iridate.

## Palmarès

### Coppa del Mondo
- Miglior piazzamento in classifica generale: 110ª nel 1998

### Coppa Europa
- 1 podio (dati dalla stagione 1994-1995):
  - 1 terzo posto

### Campionati italiani
- 1 medaglia[1][2][3][4][5]:
  - 1 oro (discesa libera nel 1996)